# 攔截機

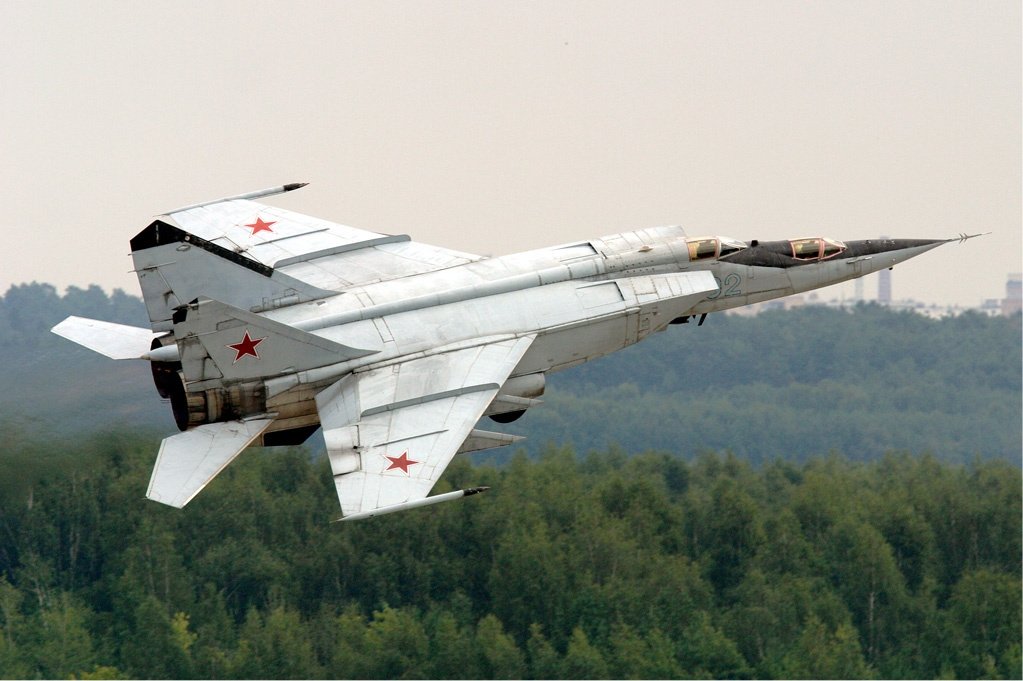
俄羅斯空軍的米格25，是為了截擊美國開發中的XB-70超音速轟炸機而發展出的高速攔截機。

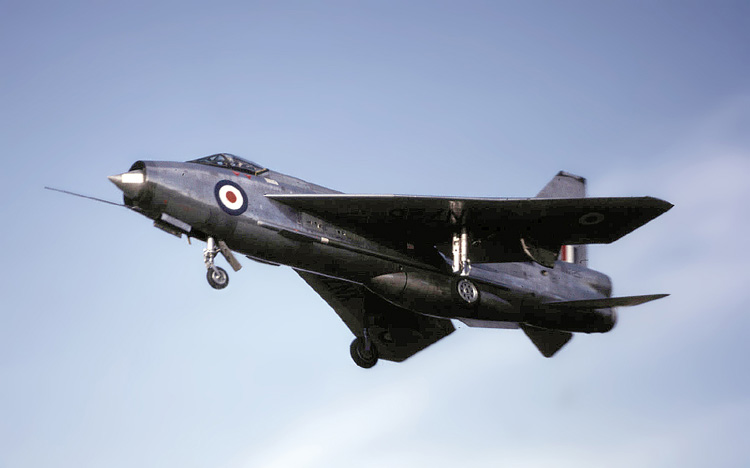
主要被用作點防禦攔截用途的英國皇家空軍閃電式戰鬥機（Lightning）

攔截機（Interceptor）係一種特別強調以飛行速度和爬升率來攔截敵方轟炸機与侦察机等高空機種的军用飞机，通常被視為戰鬥機的一個類別。攔截機在第二次世界大戰前後受到許多國家的重視，隨著1960年代弹道飛彈的成熟，战略轰炸机的重要性下降；加上戰鬥機逐漸擁有超音速巡航，攔截機的功用已由一般的防空飛彈或多用途戰鬥機取代，目前很少有國家还在繼續研發專門的攔截機。

## 历史
第一次世界大战期间，出现了第一支拦截机中队，用于对抗齐柏林飞艇。
攔截機這個名詞則是在1929年首次使用，但是在1930年代時，攔截機任務受到很大侷限；由于靠目视、听音器、电话或无线电通信的空情报知网可搜索範圍都僅有數公里，防空作战一方很难及早获得敌方轰炸机群临空的情报；除非有足夠國土縱深戒備，攔截機很難有充足準備起飛、爬升到優勢高度執行拦截任務；常態化的空中戰鬥巡邏雖然可以解決空中入侵問題，但成本過高不切實際。因此，1930年初的時候有The bomber will always get through说法。
隨著電磁波技術發展，雷達在1930年代下半葉研發出來後，上述困境得到逆转。在雷達剛問世時，已經可以為全天候提供160公里距離的警戒縱深，在技術精進後偵查縱深達到數百公里之遙；滿載的轟炸機至少需要20分鐘的時間才能穿越這個偵測距離，足夠讓攔截機完成便備升空到作戰高度迎擊，英國以雷達為基礎搭配攔截機的第一代國土防空體系為1930年代後期完遂的道丁系統，在不列顛空戰時開始驗收，搭配上颶風戰鬥機與噴火戰鬥機等高速機型，攔截任務朝向專精化發展。
1945年原子彈研發成功並利用B-29戰略轟炸機成功投擲在日本本土迫使日本投降後，世界各國除了被大規模毀滅性武器威力給震懾，也開始擔憂起轟炸機侵襲的壓力，攔截機開發變得日趨重要。噴射引擎的投入則讓飛機時速從600公里增加到近千公里，縮短了轟炸機的穿透時間，以人工為主要管理的防空系統進而開始提升接戰效率，賢者系統及長程地對空飛彈開始分攤防空任務；但1950年代超级大国主要核打擊工具仍是战略轰炸机，攔截機發展也方興未艾。
攔截機式微的關鍵原因是核打擊轉型，隨著洲際彈道飛彈逐漸成熟，反制敵人的大規模先制核子打擊思想邏輯已不可行，美蘇兩國還研發了可在可由潛艦裝備在水底下發射的固態燃料洲際彈道飛彈，第二擊反擊戰略能力逐步成熟。核武戰略轉型為「相互确保摧毁」，滴水不漏的戰略防禦政策變得意義不大，專業攔截機的任務壓力及追逐的技術門檻逐漸不再如此苛刻，因此重型空優戰鬥機逐步接替專業攔截機的任務角色。

## 發展攔截機的國家
- 苏联－Su-9、Su-15、米格25和Tu-28、米格31。

- 英国－標槍戰鬥機、閃電戰鬥機、龍捲風防空型戰鬥機

- 美国－
  - F-86D、F-89蝎子、F-106三角鏢、XF-108 (取消)
- 瑞典－J 35戰鬥機 651架

- 阿根廷－FMA I.Ae. 37

- 加拿大－Avro Canada CF-100 Canuck 692架